# Joivan Wade
Joivan Wade (nascido em 2 Agosto de 1993) é um ator britânico que apareceu pela primeira em uma sitcom de comédia da BBC, Big School, antes de estrelar o drama teen Youngers no canal britânico E4. Ele protagonizou uma série de comédia online no YouTube chamada de "Mandem On The Wall" e apareceu em dois episódios de "Doctor Who" como Rigsy, um jovem grafiteiro que ajudou a salvar o mundo. Wade mais tarde se juntou ao elenco da novela da BBC, EastEnders, em fevereiro de 2016 como Jordan Johnson, assumindo o papel do ator "Michael-Joel David Stuart".

## Filmografia

### Televisão
| Ano     | Título            | Papel                 | Notas                                           |
| ------- | ----------------- | --------------------- | ----------------------------------------------- |
| 2012    | Casualty          | Jacob                 | Episódio: "#HolbyRiot - Parte 2"                |
| 2013    | Big School        | Manyou                | Elenco principal                                |
| 2013–14 | Youngers          | Failia                | Papel recorrente (16 episódios)                 |
| 2014–15 | Doctor Who        | Rigsy                 | 2 episódios: "Flatline" e "Face the Raven"      |
| 2015    | Pompidou          | Adolescente           | Episódio: "Hoarder"                             |
| 2015    | The Interceptor   | Benji                 | 1 episódio                                      |
| 2015    | Walliams & Friend | Vários personagens    | Episódio: "Joanna Lumley"                       |
| 2016    | EastEnders        | Jordan Johnson        | Regular                                         |
| 2016    | Comedy Feeds      | Vários personagens    | Episódio: "JPD"                                 |
| 2017    | The Break         | Raheem                | Minissérie de TV (Episódio: "Special Delivery") |
| 2019    | Doom Patrol       | Victor Stone / Cyborg | Elenco principal                                |

### Filmes
| Ano  | Título               | Papel   | Notas       |
| ---- | -------------------- | ------- | ----------- |
| 2012 | Callum               | Ellis   | Filme curto |
| 2015 | Chick or Treat       | Jay     | Filme curto |
| 2016 | Rwd/Fwd              | Jay     | Filme curto |
| 2016 | Deep It              | Miles   | Filme curto |
| 2016 | The Weekend          | Derrick |             |
| 2017 | The Riot Act         | Jerome  | Filme curto |
| 2018 | Shiro's Story Part 1 | Shiro   | Filme curto |
| 2018 | Shiro's Story Part 2 | Shiro   | Filme curto |
| 2018 | Shiro's Story Part 3 | Shiro   | Filme curto |
| 2018 | The First Purge      | Isaiah  |             |